# Бадминтон на летних Азиатских играх 1974
Соревнования по бадминтону на летних Азиатских играх 1974 проходили с 1 по 16 сентября на стадионе Амжадие.

## Общий медальный зачёт
| Место | Страна    | Золото | Серебро | Бронза | Всего |
| ----- | --------- | ------ | ------- | ------ | ----- |
| 1     | Китай     | 5      | 3       | 2      | 10    |
| 2     | Индонезия | 2      | 4       | 2      | 8     |
| 3     | Япония    | 0      | 0       | 2      | 2     |
| 4     | Индия     | 0      | 0       | 1      | 1     |
| Всего | Всего     | 7      | 7       | 7      | 21    |

## Медалисты
| Дисциплина               | Золото                                                                               | Серебро | Бронза                                                                                 |
| ------------------------ | ------------------------------------------------------------------------------------ | --- | -------------------------------------------------------------------------------------- |
| Мужчины Одиночный разряд | Хоу Цзячан Китай                                                                     | Фан Кайсян Китай                                                                                                 | Линь Шуйцзин Индонезия                                                                 |
| Мужчины Парный разряд    | Индонезия · Чун Чун · Джохан Вахджуди                                                | Индонезия · Кристиан Хадината · Аде Чандра                                                                       | Китай · Тан Сяньху · Чэнь Тяньсян                                                      |
| Мужчины Командный разряд | Китай · Чэнь Тяньсян · Чэнь Синьху · Фан Кайсян · Хоу Цзячан · Тан Сяньху · Юй Яодун | Индонезия · Аде Чандра · Кристиан Хадината · Линь Шуйцзин · Нунунг Мурджианто · Чун Чун · Джохан Вахджуди        | Индия · Давиндер Ахуджа · Партхо Гангули · Раман Гхош · Динеш Кханна · Пракаш Падуконе |
| Женщины Одиночный разряд | Чэнь Юйнян Китай                                                                     | Лян Цюся Китай                                                                                                   | Хироэ Юки Япония                                                                       |
| Женщины Парный разряд    | Китай · Лян Цюся · Чжэн Хуэймин                                                      | Китай · Линь Юя · Цю Юйфан                                                                                       | Индонезия · Тересиа Видиастути · Имельда Вигуно                                        |
| Женщины Командный разряд | Китай · Чэнь Юйнян · Лян Цюся · Лю Сяочжэн · Линь Юя · Цю Юйфан · Чжэн Хуэймин       | Индонезия · Регина Масли · Минарни Соедарьянто · Тати Сумирах · Тересиа Видиастути · Имельда Вигуно · Сри Виянти | Япония · Матико Аидзава · Мика Икэда · Марико Нисио · Эцуко Тогано · Хироэ Юки         |
| Смешанный разряд         | Индонезия · Кристиан Хадината · Регина Масли                                         | Индонезия · Чун Чун · Сри Виянти                                                                                 | Китай · Тан Сяньху · Чэнь Юйнян                                                        |